# Веретея (Большесельский район)
Веретея — деревня в Большесельском сельском поселении Большесельского района Ярославской области.

## Население
По данным статистического сборника «Сельские населенные пункты Ярославской области на 1 января 2007 года», в деревне Веретея не числится постоянных жителей.

## География
Деревня расположена в западной части района. Она стоит на расстоянии около 1 км к югу от автомобильной дороги, следующей из Большого Села на запад к федеральной автомобильной трассе Р104 и стоящей на этой дороге деревни Аниково. Она удалена примерно на 2 км к северу от правого берега реки Юхоть и на 1,5 км к западу от правого берега правого притока Юхоти Койка. Просёлочные дороги связывают Веретею со стоящими на койке деревнями Алексино и Никулино. Деревня стоит на небольшом поле в окружении лесов.